# Katonaia aida
Katonaia aida är en tvåvingeart som beskrevs av Erich Martin Hering 1938. Katonaia aida ingår i släktet Katonaia och familjen borrflugor. Inga underarter finns listade i Catalogue of Life.